# Sarah Loguen Fraser
Sarah Marinda Loguen Fraser, née Loguen le 29 janvier 1850 à Syracuse, New York, et morte le 9 avril 1933 à Washington D.C., est une médecin et pédiatre américaine. Elle est la quatrième femme médecin afro-américaine des États-Unis et la première femme médecin de République dominicaine.

## Enfance et jeunesse
Elle est la fille de Jermain Wesley Loguen (en), un abolitionniste réputé qui a échappé à l'esclavage, et de son épouse Caroline. Elle est la cinquième de huit enfants dans leur maison familiale de Syracuse, New York. Cette maison est alors une étape importante du chemin de fer clandestin, offrant un abri à environ 1 500 esclaves en fuite vers le Canada. Sarah y acquiert de l'expérience dans le traitement des blessures et des maladies dont ces réfugiés souffrent à la suite de leur esclavage ou de leur évasion. Elle fait le choix de devenir médecin, alors qu'elle est encore jeune fille, après avoir vu un jeune garçon coincé sous un chariot, et jure alors : « Je ne verrai plus jamais, jamais un être humain ayant besoin d'aide que je ne pourrai aider ». Elle est soutenue dans son projet par son médecin de famille, Michael D. Benedict, qu'elle suit dans sa pratique cinq mois durant. Plus tard, Benedict sera son mentor dans certains des cours de médecine qu'elle donnera.
Elle est admise à la faculté de médecine de l'université de Syracuse, aujourd'hui connue sous le nom de State University of New York Upstate Medical University (en), à l'âge de 23 ans. Son inscription à l'école de médecine en 1873 est célébrée par un journal local : « C'est le droit des femmes dans la bonne direction, et nous souhaitons cordialement à l'estimable jeune femme tout le succès possible dans la poursuite de la profession de son choix » .

## Formation

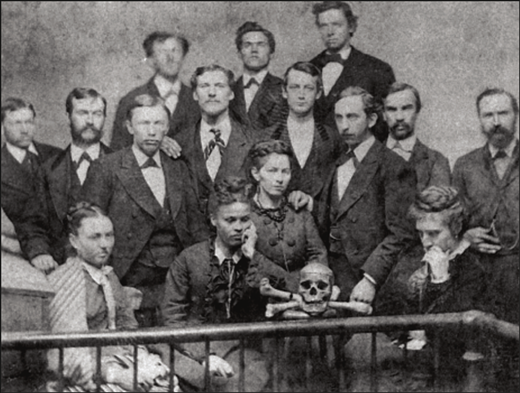
Sarah (devant, au centre) et sa classe de promotion de 1876, Syracuse University School of Medicine.

En 1876, elle est la première femme à obtenir un doctorat en médecine de la faculté de médecine de l'université de Syracuse, aujourd'hui connue sous le nom de State University of New York Upstate Medical University, et elle est probablement la quatrième femme afro-américaine à devenir médecin agréée aux États-Unis, la deuxième à New York et la première à obtenir un diplôme d'une faculté de médecine mixte. À l'automne 1876, elle commence son internat en pédiatrie et obstétrique au Woman's Hospital of Philadelphia, puis au New England Hospital for Women and Children pour terminer son internat en 1878. Ce deuxième hôpital est unique en son genre en raison de son personnel entièrement féminin, c'est d'ailleurs là que Sarah se prend passion pour l'obstétrique et la maïeutique.
Alors qu'elle exerce à l'hôpital pour femmes de Philadelphie, elle mène une expérience au cours de laquelle elle donne à des patientes agitées du fil de couleur pastel pour tricoter, se rappelant comment les couleurs douces l'aidaient elle-même à se calmer lorsqu'elle était stressée pendant ces études. Ses essais ont sur les patientes un effet calmant notable et sont considérés comme un exemple précoce d’utilisation de la psychologie des couleurs en milieu hospitalier.

## Carrière médicale
En 1879, elle ouvre son propre cabinet privé à Washington DC, où elle vit avec sa sœur Amelia, l'époux d'Amelia : Lewis Douglass (fils du célèbre abolitionniste Frederick Douglass) et leur tante. C'est là qu'elle aurait gagné son surnom de « Miss Doc », surnom qu'elle conservera toute sa carrière.
En 1884, grâce à un autorisation spéciale du président de la République dominicaine Fernando Arturo de Meriño (en), le Dr. Sarah Fraser devient la première femme autorisée à exercer la médecine en République dominicaine. Cependant, elle ne peux exercer qu'auprès de femmes et d'enfants. Comme la pharmacie famille suffit à faire vivre toute sa famille, elle est en mesure d'offrir les traitements médicaux aux indigents.
Après la mort de son mari en 1894, Sarah met fin à sa pratique pour se consacrer à plein temps à la gestion de la pharmacie familiale de Puerto Plata, un quartier populaire. Elle ferme la pharmacie en 1896 et en utilise les bénéfices pour déménager avec sa fille Gregoria à Washington DC.
En 1907, Sarah reprend la médecine pédiatrique depuis son domicile à Syracuse, et encadre des sages-femmes afro-américaines. Sa position unique de médecin diplômée d’université et de sage-femme lui permet d'intervenir sur des populations jusque-là mal desservies, ce qui était son projet depuis son entrée en médecine. Elle note dans son journal personnel : « le fait que les gens de ma race viennent me demander de l'aide – et que je puisse la leur apporter – sera tout le paradis que je désire » .
À la suite de difficultés financières en 1908 liées à un prêt impayé à son beau-frère Lewis Douglass, elle est brièvement médecin résident à la Blue Plains Industrial School for Boys dans le Maryland, mais démissionne vite en raison de discriminations et de mauvais traitements. Elle exerce pour une courte période dans une clinique pour femmes après avoir déménagé à Washington DC, mais démissionne également en raison du racisme de ses collègues blanches.

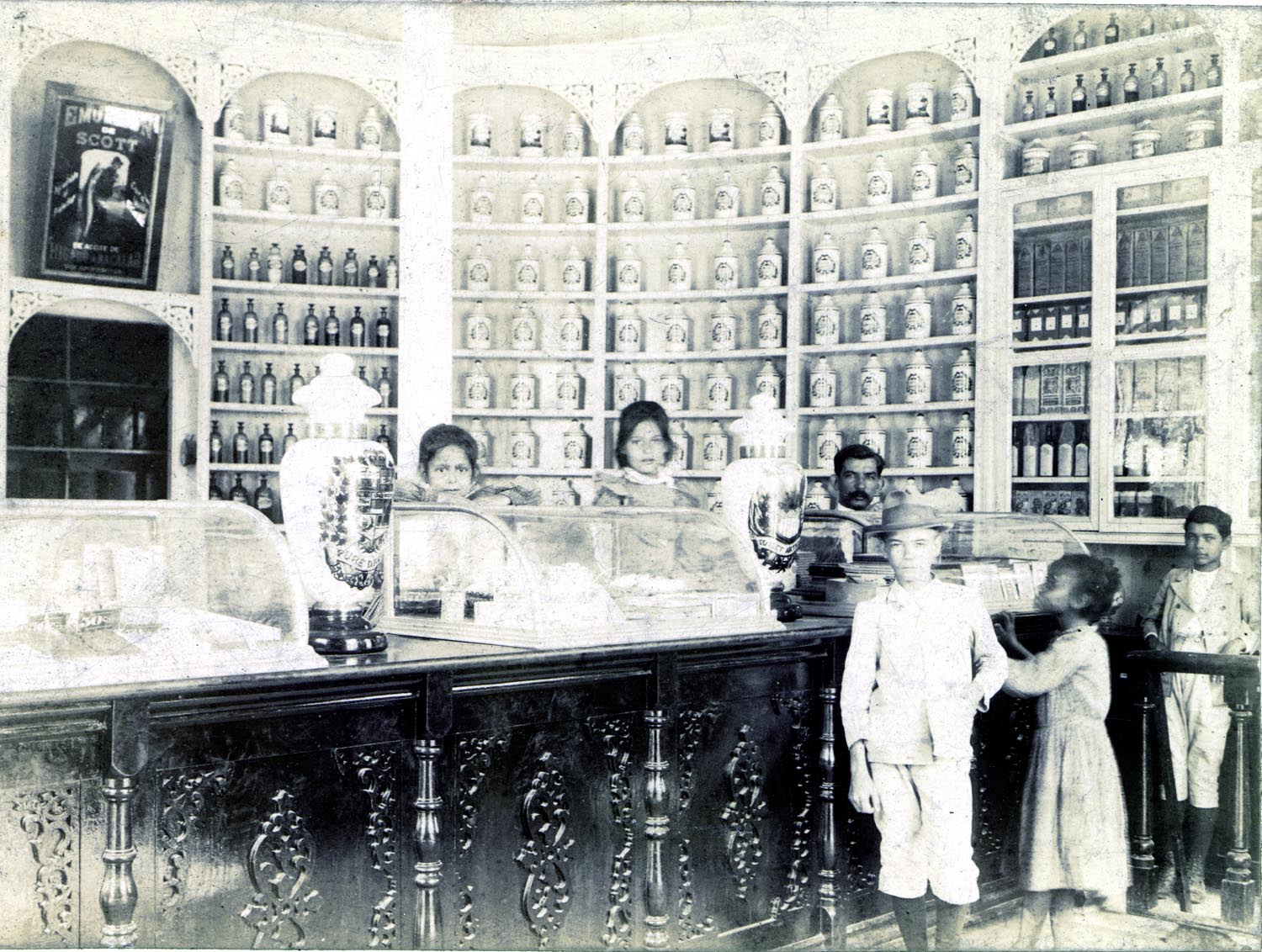
Pharmacie du Dr. & Dr. Fraser à Puerto Plata

## Vie personnelle
Après son diplôme de médecine, Sarah est demandée en mariage par un camarade de classe blanc qui prétend l'aimer mais lui dit aussi qu'avoir un mari blanc serait essentiel à sa réussite professionnelle. Elle décline l'offre, puis alors qu'elle est à Washington, elle débute une correspondance avec le phramacien Charles Fraser. Encouragés en partie par l'ami de la famille Frederick Douglass qui approuvait leur relation et avait organisé leur première rencontre, les deux s'épousent en 1882. Peu de temps après, ils s'installent dans la maison de Charles à Puerto Plata.
Le 23 décembre 1883, elle donne naissance à une fille, Gregoria Alejandrina, prénommée en l'honneur de son parrain Gregorio Luperón. Cependant, seule une sage-femme autochtone l'assiste dans son accouchement, et faute d'intervention médicale, ses organes internes sont endommagés pendant l'accouchement. Elle ne pourra plus avoir d'enfant par la suite.
En 1894, Charles Fraser meurt d'un accident vasculaire cérébral. N'ayant aucune raison de rester en République dominicaine, Sarah revient à Washington au début de 1897 et, mécontente du racisme qui sévit dans le système éducatif américain, elle inscrit sa fille dans un pensionnat à Neuilly-sur-Seine en France. À partir de cette date et jusqu'en 1901, elle et sa fille font fréquemment l'aller-retour entre Washington et la France.

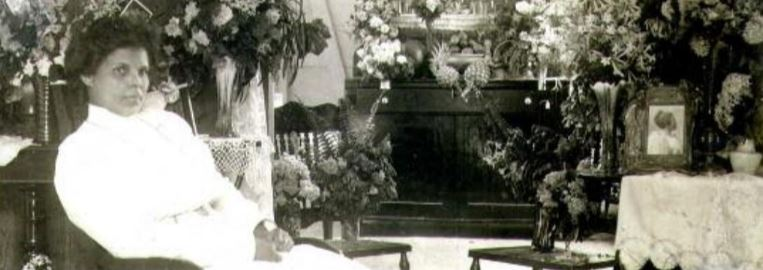
Le Dr Fraser chez lui à Puerto Plata, 1885

En 1901, elle s'installe avec sa fille à Washington DC. Elle meurt chez elle à Syracuse le 9 avril 1933, des suites d'une maladie rénale et de la maladie d'Alzheimer.

## Héritage
À sa mort en 1933, la République dominicaine décrète un deuil national de neuf jours et les drapeaux sont mis en berne. Un petit parc à Syracuse rend hommage à la famille Loguen, avec notamment une fresque murale de la famille, tandis que le centre de garde d'enfants de l'Upstate Medical University porte son nom. Chaque année, l'Upstate décerne également la « bourse Sarah Loguen Fraser » à un étudiant en médecine de première ou de deuxième année qui démontre un besoin et « partage des idéaux similaires à ceux du Dr Sarah Loguen Fraser » . Ces dernières années, l'Upstate a célébré la « Journée Sarah Loguen Fraser » en février, généralement avec une conférence et un déjeuner, dans le cadre du Mois de l'histoire des Noirs.
Elle est inhumée au Lincoln Memorial Cemetery (en), à Suitland dans le Maryland.